# Candy Angle
Pour les articles homonymes, voir Angle (homonymie).
Candy Angle née le 19 août 1969 en Pennsylvanie  est une triathlète américaine, championne du monde de Xterra Triathlon en 2002.

## Biographie
Candy Angle championne du monde en 2002 de Xterra Triathlon,  prend la 3e place en 2003.

## Palmarès
Le tableau présente les résultats les plus significatifs (podium) obtenus sur le circuit international de triathlon depuis 2002.
| Année | Compétition                        | Pays       | Position           | Temps           |
| ----- | ---------------------------------- | ---------- | ------------------ | --------------- |
| 2003  | Championnat du monde Xterra - Maui | États-Unis | Médaille de bronze | 3 h 6 min 9 s   |
| 2002  | Championnat du monde Xterra - Maui | États-Unis | Médaille d'or      | 2 h 57 min 33 s |